# Dalia delle fate
Dalia delle fate (Dalia de las Hadas) è una serie televisiva girata nel 2017.

## Trama
La bellissima fata Hadma, in missione sulla terra con un'identità umana di scrittrice, decide di affittare la sua proprietà di Buenos Aires, composta da tre appartamenti e da una fonte magica capace di realizzare i desideri, a persone meritevoli. Dalia, sua figlia, è una fata, ma non sa di esserlo. Data in adozione a Walter, alla nascita, per sfuggire a sua zia, la malvagia Alberica, una fata pipistrello che la odia, sogna di diventare una cantante. Dalia fonda una band di successo, Le Fatine Pop, che competono con Le Pipistrelle Rock, la cui leader e rivale di Dalia è la cugina Nina, figlia di Alberica, in missione per conquistare il cuore del cantante German, allontanandolo così da Dalia.

## Trasmissione

### Trasmissione italiana
La prima stagione, composta da 20 episodi, è stata trasmessa in prima visione assoluta su La 5 dall'11 giugno al 9 luglio 2018 alle 13:30 e in replica alle 3:00 di notte e alle 7:00 di mattina.

## Colonna sonora
Di seguito viene stilata la lista dei brani presenti nella serie tv;
1. Siento
2. Stops the Tears
3. Hay Magia en Mi
4. Tiny Little World
5. Esa Maldita
6. Pow Pow Pow
7. Todo Se Rompiò
8. Invisible
9. Veni Volà